# Cornwall-on-Hudson
Cornwall-on-Hudson és una vila estatunidenca que es troba en el Comtat d'Orange, a l'Estat de Nova York. En l'any 2000, el municipi tenia una població de 3,058 habitants, i una densitat de població de 566,3 persones per quilòmetre quadrat. Segons l'oficina del cens, la població té un àrea total de 5,4 quilòmetres quadrats.

## Demografia
Segons l'Oficina del Cens en 2000 els ingressos mitjans per llar en la localitat eren de $75,300, i els ingressos mitjans per família eren $88,000. Els homes tenien uns ingressos mitjans de $55,000 enfront dels $37,857 per a les dones. La renda per capita per a la localitat era de $31,272. Al voltant del 3.9% de la població estaven per sota del llindar de pobresa.[4]